# Sântimbru (Alba)
Sântimbru (in ungherese Marosszentimre oppure Szentimre, in tedesco Emerichsdorf, Emrichsdorf oppure Sankt Emerich), è un comune rumeno di 2 963 abitanti, situato nel distretto di Alba, nella regione storica della Transilvania. È formato da un insieme di cinque villaggi: Coșlariu, Dumitra, Galtiu, Sântimbru, Totoi.

## Storia
Dopo dell'invasione mongola, nel XIII secolo, la zona era principalmente abitata da una stirpe sassone condotta in Romania da re ungheresi, popolazione che rifiutò la dominazione turca. Fino al XVIII secolo nel comune viveva una maggioranza di ungheresi, fino a quando iniziarono a stabilirsi gruppi di rumeni.

## Monumenti

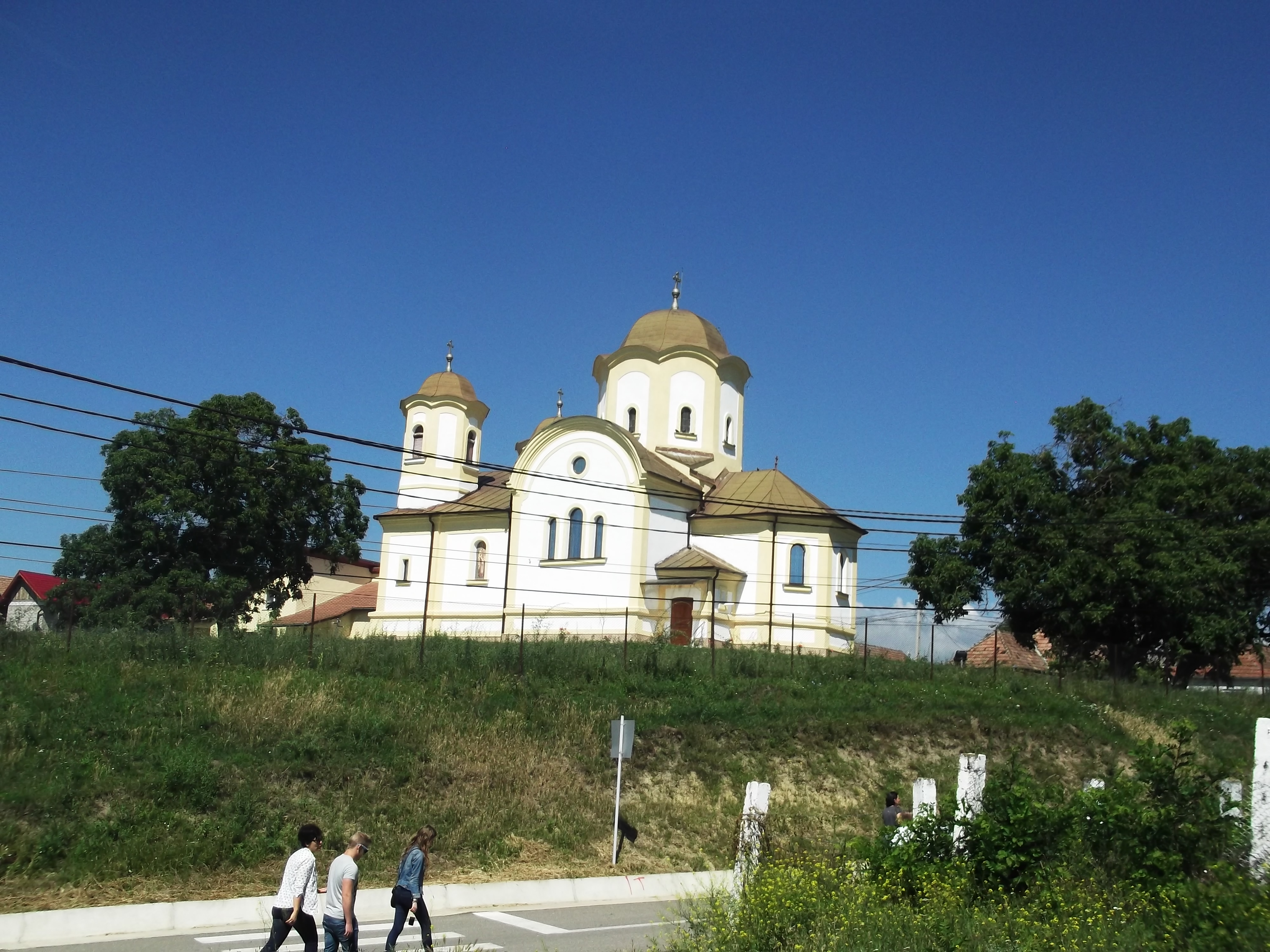
La chiesa ortodossa rumena

Nel XV secolo venne costruita da János Hunyadi (Iancu de Hunedoara) l'attuale chiesa riformata, al posto di una chiesa preesistente risalente al XII secolo, andata distrutta nel 1442 nel corso di una battaglia contro i turchi che si svolse nella zona. All'interno conserva frammenti di affreschi del XV-XVI secolo. Uno di essi si raffigura un Gesù piangente per Gerusalemme, una rappresentazione artistica molto rara. Nel 2008 la chiesa è stata quasi completamente restaurata, anche se sulla collina di fronte spicca una nuovissima chiesa ortodossa rumena. 

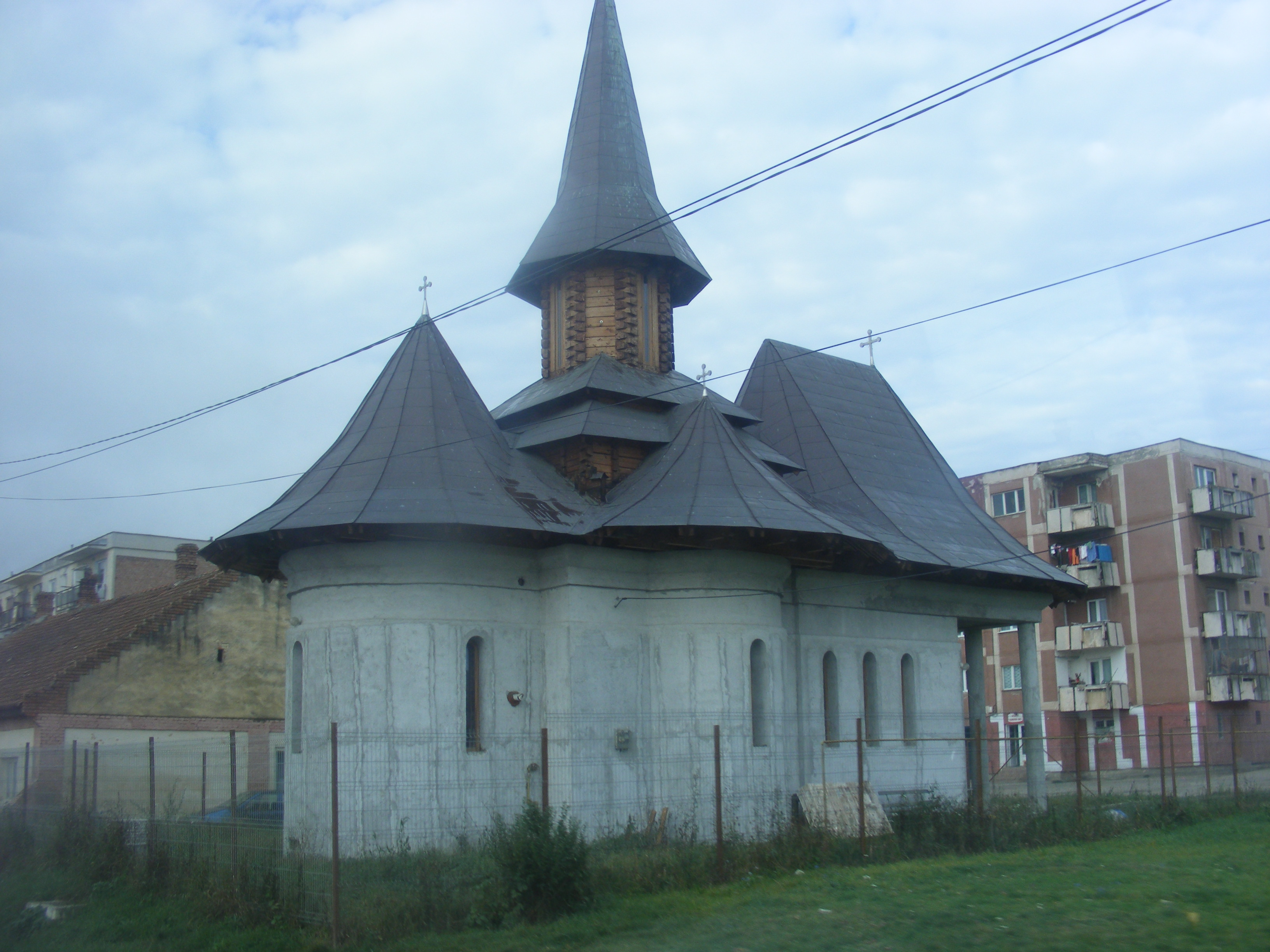
L'altra chiesa ortodossa

## Vita economica
Un tempo dimora di una stirpe di foderatori, oggi la città è sede di diverse fabbriche di mattoni, e importante centro per la produzione di foraggio e il pollame.

## Cultura
Durante l'impero austro-ungarico la città era sede di una scuola cattolica. Ora, al suo posto vi sono dei palazzi popolari, una biblioteca, una discoteca, e un cinema.